# Дилиманское сражение
Дилиманское сражение — сражение между Российской и Османской империями, произошедшее 15 апреля 1915 года в ходе Персидской кампании. Сражение закончилось разгромом турок и их вытеснением с территории Ирана.

## Перед сражением
Весной–летом 1915 года российская Кавказская армия возобновила активные действия. После разгрома турецкой армии в Сарыкамышском сражении, основные действия развернулись на левом фланге Кавказского фронта, в район озёр Урмия и Ван.

## Ход сражения
В апреле 1915 года 1-я турецкая экспедиционная армия выдвинулась в северо-западную Персию, с целью выбить русские войска из региона. 22 апреля (5 мая) в районе Дилимана русские войска генерала Назарбекова разбили турецкий отряд Халил-бея. Турки отступили, оставив в окрестностях Дилимана 3,5 тыс. убитых, а в самом Дилимане — полевой госпиталь с ранеными. Определённую роль в сражении сыграли армянские добровольческие силы под командованием А. Т. Озаняна. 

## Результаты
После поражения под Дилиманом турецкая армия отступила из Персии. Курдское ополчение численностью 15 000 человек отказалось присоединиться к отступающей турецкой армии.